# 電流知覚閾値検査装置
電流知覚閾値検査（でんりょくちかくしきいちけんさ）とは、客観的に伝えることのできない疼痛を電気的刺激による検査を行うことで数値化し、疼痛管理に役立てるために行われる検査のことである。

## 概略
慢性的な痛み（疼痛）を訴える患者は多いが、その痛みの具合を客観的に知ることは難しい。
これまではフェイススケールなどの用具を用いて患者から痛みの度合いを聞いていたが、慢性的な痛みを訴える患者などの痛みの微妙な変化が伝えづらいことがあった。
そこで、疼痛を数値化して記録しようとしたのが、この検査である。

## 一般的な検査方法
測定対象の部位などによって様々な検査機器があるが、
神経痛・筋肉痛に対する一般的な機器を用いた検査方法の一例の流れとしては以下のようになる。
1. 患者の腕など決まった箇所に電極を取り付ける
2. 患者にボタンを渡し、電極を付けた腕と反対の腕に持ってもらう
3. 「何か刺激を感じたらボタンを押してください」と言う
4. 皮膚にピリッと感じる程度の微量の電流を流して知覚できる最小の電流量を測定する
5. 患者に今一番痛い身体の箇所を聞く
6. 「その箇所と同じ痛みになったらボタンを押してください」と言う
7. 徐々に強くなる電流を流していき、患者が感じる痛みと同程度のところで押される電流量を測定する
8. 最小関知電流と、痛みと同程度の電流量の差異を分析することで、客観的に数値化された「痛み度」がわかる

こうして得られた「痛み度」を毎回記録していくことで、疼痛が強くなっているのか、改善されているのかを知る指標が得られる。商品名PainVision。
また、電流の周波数を変えることで、その痛みに関わっている神経の種類を推測することができる装置もあり、商品名はニューロメーター。